# Chiesa di San Simeone Profeta (Venezia)

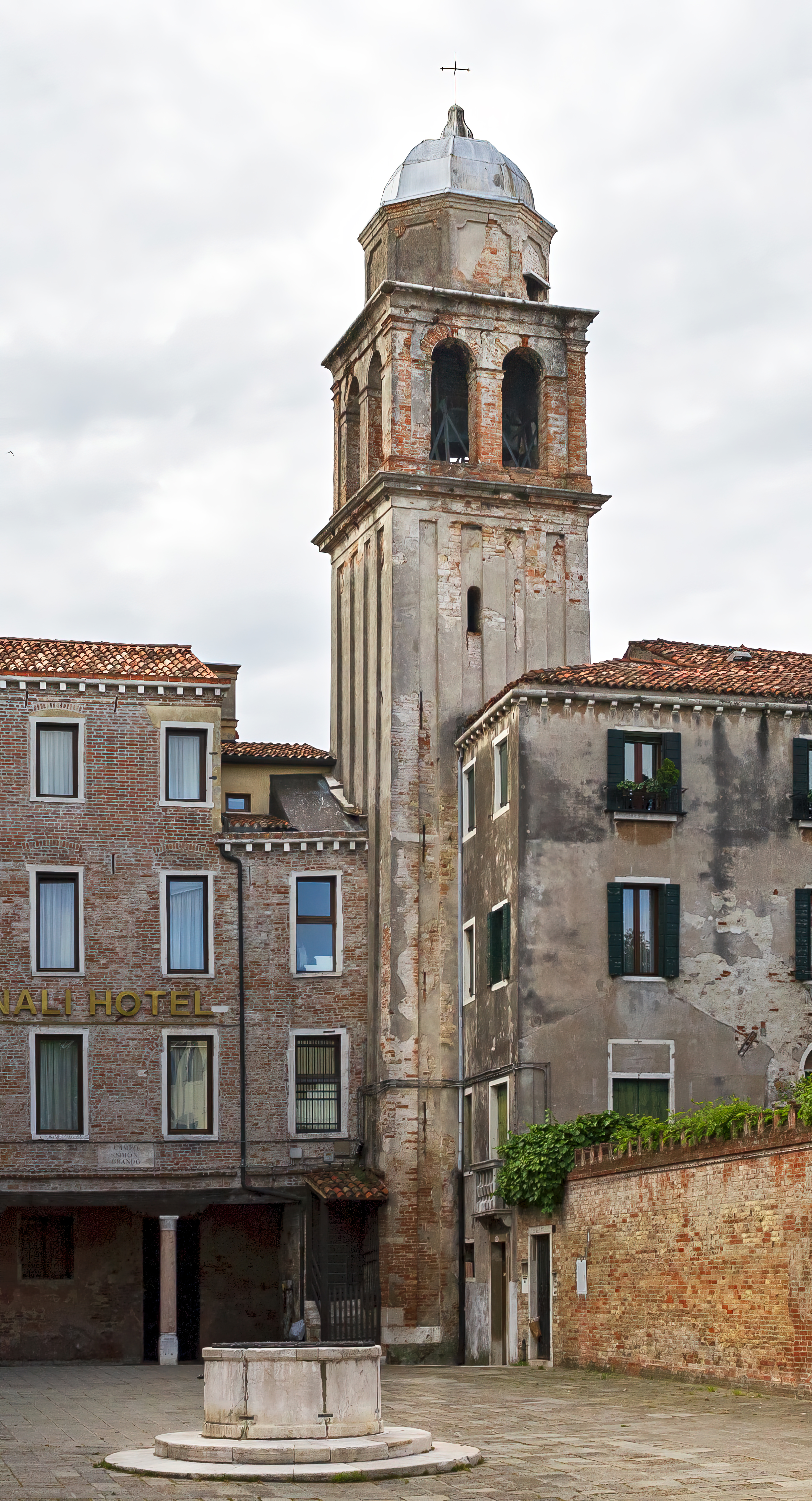
Il Campanile

La chiesa di San Simeone Profeta, vulgo San Simeone Grande o San Simeon Grando, è un edificio religioso della città di Venezia, situato nel sestiere di Santa Croce.
L'appellativo "Grande" serve a distinguerla dalla vicina chiesa dei Santi Simeone e Giuda che, prima della ricostruzione settecentesca, era di più piccole dimensioni.

## Storia
Sarebbe stata fondata nel 967 dalle famiglie Ghisi, Adoldi e Briosi. Originariamente doveva essere un edificio molto modesto, sembra in paglia e legno, perché costruito in una zona periferica e rurale. Dopo un disastroso incendio, nel 1150 fu ricostruita in pietra e al contempo fu innalzata a parrocchiale.
Tra il 1807 e il 1810 gli editti napoleonici ne sancirono la soppressione e divenne succursale della vicina San Simeon Piccolo. Tale provvedimento fu revocato nel 1810, quando nuove disposizioni decretarono la riacquisizione a San Simeone profeta del titolo di parrocchialità e l'annessione alla stessa della circoscrizione parrocchiale dei Santi Simeone e Giuda, precedentemente soppressa.

## Descrizione
La fondazione risale al X secolo, ma nel corso del tempo la costruzione è stata sottoposta a numerosi interventi; in particolare nel XVII secolo, quando il pavimento originale fu ricoperto da un nuovo pavimento a quota più elevata. Tracce del pavimento originale furono rinvenute durante i lavori di restauro del 1839.
L'attuale edificio è affiancato a sinistra da un porticato (sotoportego) ed ha pianta basilicale. La facciata, in stile neoclassico, è del 1861.
L'interno presenta tre navate, con antiche colonne, ricostruito all'inizio del XVIII secolo dall'architetto Domenico Margutti. All'interno, a destra dell'entrata, si trova La Presentazione al Tempio con i ritratti dei committenti, opera di Jacopo Palma il Giovane.
Nella navata di destra si trova la Statua giacente, poi adattata su sarcofago non suo, che la tradizione attribuisce al beato Simeone, in base a un'iscrizione datata 1317; la statua si ritiene opera di un maestro, tal Marco Romano.
Nel secondo altare della navata sinistra trova posto un dipinto di Jacopo Tintoretto, raffigurante L'ultima cena, "soggetto caro al pittore, numerose volte ripetuto con nuove, ardite concezioni: le parti incolumi da cattivi restauri lasciano scorgere l'impronta del maestro (1560 c.)", mentre l'Annunciazione, precedentemente attribuita a Palma il Giovane (fine del XVI secolo), è riconosciuta come opera del pittore Blanc (XVI secolo).